# Girolamo Muzio
Girolamo Muzio, detto Giustinopolitano dal paese di origine del padre, Capodistria (Padova, 12 marzo 1496 – Castello della Paneretta, 1576), è stato un letterato e umanista italiano.

## Biografia
Girolamo Muzio nacque il 12 marzo 1496 a Padova da Cristoforo Nuzio di Capodistria. Dal paese di origine del padre, dove trascorse anch'egli gli anni della giovinezza, prese il nome di Giustinopolitano. Di famiglia povera, si diede al mestiere del cortigiano: fu al servizio del vescovo di Trieste e consigliere imperiale Pietro Bonomo, del duca di Ferrara, del marchese del Vasto, di Ferrante Gonzaga. Nel 1552 passò ad Urbino, alla corte di Guidubaldo II Della Rovere. Qui fu precettore di Torquato Tasso e del figlio del duca, Francesco Maria, per cui scrisse il Principe giovinetto. Trascorse l'ultima parte della sua vita a Roma e in Toscana, morendo nel 1576 al castello della Paneretta, proprietà di Lodovico Capponi, e fu sepolto nella chiesa di San Ruffignano.
Dopo le Egloghe (1550), Muzio diede alle stampe un volume di Rime diverse (1551) a cui aggiunse un'Arte Poetica in endecasillabi sciolti. Furono famosi ai suoi tempi i due trattati, Il Duello del 1550 e Il Gentiluomo del 1564 e le Operette Morali. I suoi scritti sulla lingua, in difesa della dottrina del Trissino, furono pubblicati postumi nel 1582 col titolo Battaglie per la difesa dell'italica lingua. Quelli che riguardano direttamente la polemica religiosa attestano una seria preparazione teologica e storica. Tali sono Le Vergeriane contro Pietro Paolo Vergerio, Le mentite Ochiniane contro Bernardino Ochino, Il Bullingero riprovato, contro Heinrich Bullinger, Le Lettere Cattoliche e vari altri.

## Opere
- Girolamo Muzio, La Polvere del Mutio, Milano, Antonio Borgio, 1545. URL consultato il 27 maggio 2019.
- Discorso intorno alle controversie che hora si trattano nella Chiesa di Dio, Milano, Antonio Borgio, 1548.
- Il duello, 1550, Venezia.
- Girolamo Muzio, Vergeriane, Venezia, Appresso Gabriele Giolito de' Ferrari, 1550. URL consultato il 27 maggio 2019.
- Girolamo Muzio, Egloghe, Venezia, Appresso Gabriel Giolito de' Ferrari et fratelli, 1550. URL consultato il 27 maggio 2019.
- Girolamo Muzio, Le Mentite Ochiniane, Venezia, Appresso Gabriel Giolito de' Ferrari et fratelli, 1551. URL consultato il 27 maggio 2019.
- Il Bullingero riprovato, Venezia, Valvassori, 1561.
- Girolamo Muzio, Della historia sacra, Venezia, Valvassori, 1570. URL consultato il 28 febbraio 2020.
- Il Gentilhuomo, Venezia, Gio. Andrea Valvassori, 1571.
- Girolamo Muzio, Lettere catholiche, Venezia, appresso Gio. Andrea Valuassori, detto Guadagnino, 1571. URL consultato il 27 maggio 2019.
- Trattato di poetica in versi sciolti ad imitazione dell'Epistola ad Pisones di Orazio, 1551.
- Girolamo Muzio, Lettere catholiche, Roma, Valerio Dorico, 1562. URL consultato il 27 maggio 2019.
- Girolamo Muzio, Battaglie per diffesa dell’Italica lingua, Venezia, appresso Pietro Dusinelli, 1582. URL consultato il 27 maggio 2019.